# Louis-Auguste de Bourbon, duce du Maine
Louis Auguste de Bourbon, Legitimé de France (31 martie 1670 – 14 mai 1736) a fost fiul cel mare al regelui Ludovic al XIV-lea al Franței și al maîtresse-en-titre, Françoise-Athénaïs de Montespan. A primit titlul de Duce de Maine. 

## Primii ani
Louis-Auguste de Bourbon s-a născut la Castelul Saint-Germain-en-Laye la 31 martie 1670.  A fost numit Louis după tatăl său  și Auguste după împăratul roman Augustus Un proces similar a fost pentru frații săi Louis-César și Louis-Alexandre.
Imediat după nașterea sa, Louis-Auguste a fost dat în grija uneia dintre cunoștințele mamei lui, văduva Madame Scarron, care l-a dus într-o casă de pe rue de Vaugirard, lângă Palatul Luxemburg din Paris. Frații lui, Louis-César (mai târziu Conte de Vexin) și Louise-Françoise (Mademoiselle de Nantes), de asemenea, au fost aduși acolo după naștere. În 1674, celor trei copii s-a alăturat sora lor nou-născută Louise Marie Anne de Bourbon (Mademoiselle de Tours). Mama lor, care trăia cu regele la Versailles, s-a văzut rareori cu copiii ei. 
La 19 decembrie 1673, când Louis-Auguste avea trei ani, Ludovic al XIV-lea și-a recunoscut copii cu Madame de Montespan. Louis-Auguste a primit titlul de duce du Maine. Frații săi Louis-César și Louise-Françoise de asemenea au primit titluri în aceeași zi.

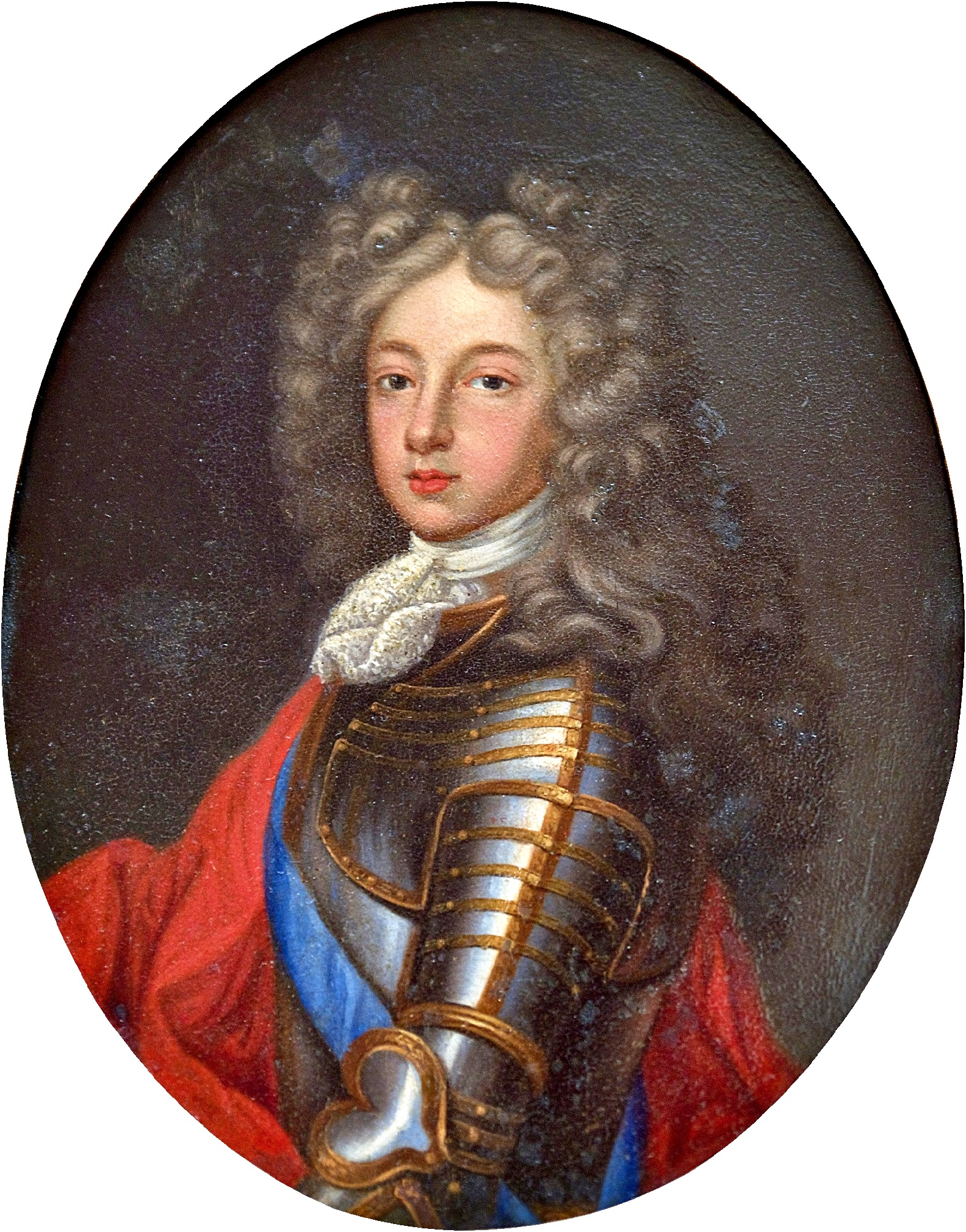
Louis Augutse de Bourbon, Duce du Maine, c.1690.

Până în momentul recunoașterii, a devenit clar că unul dintre picioarele sale va fi mai scurt decât celălalt. În primăvara următoare, Madame Scarron l-a dus să consulte un faimos vraci la Antwerp. Regele a instruit guvernanta să călătorească incognito cu fiul său dincolo de frontiera franceza. Vizita a fost un eșec. În anul următor, Louis-Auguste a făcut o altă călătorie încheiată cu un eșec, de data aceasta la apele Bareges, un mic orășel din Pirinei.
Cel mai mare inamic de la Curte al tânărului duce du Maine era cumnata tatălui său, ducesa de Orléans, cunoscută la curte ca Madame. În faimoasa ei corespondență unde a descris viața la Versailles, Madame a susținut că du Maine nu este fiul regelui:

Mi-e ușor să cred că contele de Toulouse este fiul regelui; dar am crezut întotdeauna că ducele du Maine este fiul lui Terme [un membru de la curte], care este un ticălos și cel mai mare povestitor de la Curte

În 1674, la vârsta de patru ani, Louis-Auguste și frații săi au fost oficial introduși la Curtea de la Versailles. În același an, a fost făcut colonel-general al gărzii elvețiene. De asemenea a fost făcut Grand Maître de France, un titlu care mai târziu va fi deținut de viitorul său cumnat, ducele de Bourbon.
A fost prezent la nașterea surorii sale, Françoise-Marie de Bourbon, la Castelul Maintenon în mai 1677. Ludovic al XIV-lea nu și-a ascuns dragostea pentru tânărul du Maine, fiul său favorit, acordându-i titluri și cadouri și angajând cei mai buni tutori pentru el. François-Henri de Montmorency, duce de Luxembourg, un faimos strateg militar s-a ocupat de pregătirea militară a copilului. În ciuda acestui lucru, Louis-Auguste n-a fost niciodată mai mult de un soldat mediocru.
În 1680, regele i-a acordat fiului său titlu de prinț de Bourbon, răsplătind-l cu un statut chiar mai mare decât recunoașterea în fața Curții. În plus față de aceste titluri, regele și Madame de Montespan au șantajat pe verișoara primară a regelui, La Grande Mademoiselle, să cedeze o parte din moșiile și titlurile ei pentru ducele du Maine în schimbul eliberării unui iubit întemnițat, ducele de Lauzun. Ca rezultat, Louis-Auguste a devenit Conte d'Eu, prinț de Dombes și Duce d'Aumale. De asemenea, el a fost numit guvernator al Languedoc și a fost distins cu Ordinul Duhului Sfânt.
În aprilie 1684, Louis-Auguste a avut onoarea să reprezinte Franța la nunta Ducelui de Savoia cu verișoara primară a lui Louis-Auguste, Anne Marie d'Orléans.

## Căsătorie

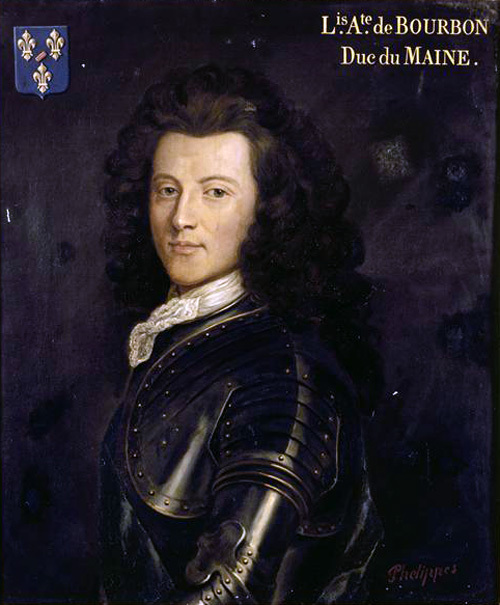
Louis-Auguste de Bourbon, duce du Maine

Mai multe mirese potențiale au fost luate în considerare pentru el, inclusiv verișoara lui primară, Élisabeth Charlotte d'Orléans, singura fiică a unchiului său, Monsieur și a dușmancei lui, Madame, care a fost îngrozită de perspectiva ca fiica ei să se căsătorească cu un bastard.
Marele Condé, o rudă mai îndepărtată a regelui, primul prinț de sânge, a fost dispus să treacă cu vederea discrepanța în privința statutului social. Ducelui du Maine i s-a permis să aleagă între trei fete nemăritate ale fiului lui Condé, ducelui d'Enghien. El a ales-o pe Louise Bénédicte, Mademoiselle de Charolais.
La 19 mai 1692, Louis-Auguste și Anne Louise Bénédicte s-au căsătorit la Palatul Versailles. Slujba a fost prezidată de cardinalul de Bouillon iar invitatul de onoare a fost regele exilat Iacob al II-lea al Angliei. Madame de Montespan, care a căzut din grațiile regelui după Afacerea otrăvurilor nu a participat la nunta fiului ei. Ducele du Maine a primit cadou de la tatăl său un milion de livre la nuntă. Mariajul s-a dovedit a fi unul nefericit.
Louise Bénédicte a simțit rușinea în timpul căsătoriei cu un légitimé de France care, a fost adesea necredincios. Ca mire și mireasă amândoi aveau un handicap fizic. Cuplul a avut trei copii. Fiica lor, botezată la Versailles la 9 aprilie 1714 a fost cunoscută drept Mademoiselle du Maine și numită Louise-Françoise de Bourbon.
În 1707, Madame de Montespan a murit iar ducele du Maine a moștenit o mare parte din averea ei, inclusiv castelul Clagny construit pentru ea de tatăl ei în apropiere de castelul de la Versailles. Spre deosebire de frații lui mai mici, ducele nu și-a exprimat nici o emoție sau remușcări la pierderea mamei.